# Nikolaï Vesselovski
Pour les articles homonymes, voir Vesselovski.
Nikolaï Ivanovitch Vesselovski (en russe : Никола́й Ива́нович Весело́вский), né le 12 novembre 1848 (24 novembre dans le calendrier grégorien) à Moscou et mort à Moscou en 1918, est un archéologue et orientaliste russe qui mena des fouilles dans le Caucase et en Asie centrale. Il dirigea des fouilles à Samarcande, et fut le premier à découvrir des objets préhistoriques du littoral de la mer Noire (kourgane de Maïkop) avec aussi des objets scythes. Il fouilla les kourganes de Kelemersskaïa et le kourgane de Solokha.

## Biographie
Il naît à Moscou et poursuit ses études secondaires au lycée de Vologda dont il sort en 1867. Il entre en 1869 à la faculté des langues orientales de l'université de Saint-Pétersbourg au département d'arabe et de turc. Il reçoit  une médaille d'or pour ses travaux intitulés «О податях и повинностях, налагавшихся монголами на побежденных народов» (À propos des taxes et des corvées imposées par les Mongols aux peuples soumis). Il termine ses études en 1873 et entre à l'université comme assistant préparant une thèse intitulée «Очерк историко-географических сведений о Хивинском ханстве с древнейших времен до настоящего» (Aperçu des recherches historico-géographiques à propos du khanat de Khiva, de l'antiquité à nos jours, 1877) à l'issue de laquelle il est nommé dozent. Il est élevé au grade de professeur ordinaire en 1890.
En 1885, Vesselovski est chargé de diriger une expédition archéologique au Turkestan, dont les résultats sont publiés par la Société impériale d'archéologie. Il mène des fouilles dans les environs de Samarcande, à Afrassiab. Il y découvre un grand nombre d'objets, dont des ossuaires, des restes de murs d'argile et de briques, des vestiges de puits et de canalisations et d'irrigation (howz). Il poursuit ses fouilles à Afrassiab jusqu'en 1895. 
Le nom de Vesselovski est lié aux premières descriptions scientifiques (fixations) des monuments architecturaux historiques de Samarcande. En 1895, il dirige une expédition de savants, d'architectes et d'artistes chargée d'étudier et de dessiner la mosquée de Bibi-Khanoum et le mausolée de Gour-Emir. En 1905, un album illustré en couleurs à propos du mausolée de Gour-Emir est publié sur la base de ces travaux. 
En 1896, Vesselovski commence des fouilles près de la stanitsa de Beloretchenskaïa. L'année suivante il découvre à Maïkop le fameux kourgane qui donne son nom à la culture de Maïkop de l'Âge du bronze. En 1898, il fouille l'un des kourganes d'Oulial et découvre la riche sépulture d'un chef guerrier local de la culture de Maïkop.
Il consacre les années suivantes chaque belle saison à des fouilles en Adyguée. Certains trésors qu'il y découvre ont près de cinq mille ans d'âge. Il est fait conseiller d'État effectif en 1902. Il est à Petrograd lorsqu'éclate la révolution d'Octobre et tente de préserver le résultat de ses recherches. Mais il meurt le 30 mars 1918 dans le dénuement et la maladie.

## Quelques articles publiés
Il publie nombre d'articles remarqués : 
- «Манкытская династия, ныне царствующая в Бухаре» (La Dynastie de Mankyt régnante de Boukhara, in Nouvelles du Turkestan, 1878),
- «Русские невольники в среднеазиатских ханствах» (Les Esclaves russes des khanats d'Asie moyenne, ibid. 1879),
- «Сведения об официальном преподавании восточных языков в России» (Informations sur l'enseignement officiel des langues orientales en Russie, in Actes du IIIe congrès international des orientalistes, Saint-Pétersbourg, 1880),
- «Куликовская битва» (La Bataille de Koulikovo, in Russie antique et nouvelle, 1870),
- «Рамазан в Самарканде и курбан-байрам в Бухаре» (Le Ramadan à Samarcande et la fête du Mouton à Boukhara, Le Messager historique, 1888),
- «Иван Данилович Хохлов, русский посланник в Персию и в Бухару в XVII веке» (Ivan Danilovitch Khokhlov, envoyé russe en Perse et à Boukhara au XVIIe siècle, in Journal du ministère de l'Instruction publique, 1891).

## Travaux de fonds
- Aperçu des recherches historico-géographiques à propos du khanat de Khiva, de l'antiquité à nos jours. — Saint-Pétersbourg, 1877, thèse.
- Visite en Russie et voyage des ambassadeurs d'Asie moyenne aux XVIIe et XVIIIe siècles XVIIe siècle // Journal du ministère de l'Instruction publique, 1884.
- «Посольство к зюнгарскому хун-тайчжи Цэван Рабтану капитана от артиллерии Ивана Унковского» (L'Ambassade russe du capitaine d'artillerie Ivan Ounkovski, auprès du khan-taïdji dzoungar Tsevan Rabtan, in Bulletins de la Société impériale géographique de Russie, département ethnographie, 1887),
- V. V. Grigoriev, par ses lettres et travaux. — Saint-Pétersbourg, 1887.
- Souvenirs des relations diplomatiques entre la Moscovie et la Perse, Saint-Pétersbourg, 1890,
- « Badaoulet Yakoub-bek, atalyk de Kachgar, Saint-Pétersbourg, 1898 » [archive du 25 avril 2012], Восточная литература (Littérature orientale) (consulté le 25 janvier 2014)
- Histoire de la Société impériale archéologique depuis cinquante ans. — Saint-Pétersbourg, 1900.
- Les Kourganes de l'oblast du Kouban dans la période de domination romaine // Actes du XIIe congrès archéologique.
- À propos de la situation du pays des Fleurs[1] de la Grande Horde. — Kiev, 1907.
- Таnaïs le Jeune // Hermès, 1909.
- Un khan et général de la Horde d'Or : Nogaï et son temps, Petrograd, impr. d'État de l'Académie de Russie, 1922, 64 pages (posthume)

## Source
- (ru) Cet article est partiellement ou en totalité issu de l’article de Wikipédia en russe intitulé « Веселовский, Николай Иванович » (voir la liste des auteurs).